# Ron Herron
Ron Herron (Londres, 1930 - 1994) fue un arquitecto y profesor británico. Destaca su trabajo con el grupo arquitectónico experimental Archigram, fundado en Londres a principios de la década de 1960. Herron es el creador de uno de los proyectos más conocidos del grupo: Walking City.

## Biografía
Ron Herron nació en Londres el 12 de agosto de 1930, en el seno de una familia de curtidores. Se formó como delineante en la Brixton School of Building. Durante los dos años de servicio militar en Alemania decidió ser arquitecto, y cuando regresó a Inglaterra, continuó con clases de arquitectura en Brixton. Acabó sus estudios de arquitectura en la Regent Street Polytechnic en Londres.
En 1954, Herron se casó con Pat Ginn. Tuvieron dos hijos. Herron murió en Woodford Green, Essex, el 1 de octubre de 1994.

## Archigram
Poco después de acabar sus estudios arquitectónicos, Herron comenzó a trabajar para London County Council (Junta de la Ciudad de Londres), con sus compañeros futuros de Archigram Warren Chalk y Dennis Crompton. A ellos, se unieron Peter Cook, Mike Webb y David Greene, que ya habían estado reuniendo con frecuencia como un grupo en un café llamada Swiss Cottage, y habían publicado un folleto hecho en casa con el nombre de "Archigram" (un conjunto de las palabras ARCHitecture y teleGRAM). El destino de Archigram era cuestionar los clichés de la práctica del movimiento moderno, que radicaban en la arquitectura blanca de la Europa de posguerra y de los Estados Unidos.  Después de la publicación de la segunda edición, Cook, Webb y Greene buscaron Herron, Chalk y Compton, que solo los conocían de oídas. Los seis formaban el núcleo de Archigram. En 1963, el grupo fue invitado por Theo Crosby a hacer una exposición de la Walking City en el instituto de artes contemporáneos, que llegará a ser una especie de manifiesto. Al final de los sesenta, el pensamiento de Archigram se había incorporado en algunos edificios japoneses, y también se considera que se había incorporado en la creación del Centro Pompidou en Paris, que se inspiró por un dibujo de Herron de 1968; Oasis.  Las ideas que están en los diseños de Archigram son más importantes que la arquitectura construida.

## Walking City
Walking City es una de las obras más célebres de Herron, posteriormente descrito como “el icono internacional de arquitectura radical de los años sesenta”. En 1965, se publicó la primera propuesta para Walking City en la quinta edición del folleto de Archigram. La idea de la propuesta era una red de ciudades que mueven como insectos, que se mueven hasta cuando los residentes encuentren un lugar en que quieren parar, y las ciudades ‘se enchufan’. La idea, articulada por los dibujos evocativos del proyecto de Herron, llegará a ser una de las imágenes más reconocibles de la obra y de las ideas del grupo.

### Carrera profesional
Durante la década de 1970, Herron continuó trabajando con Archigram. Más tarde, se trasladó para trabajar con Halpern & Partners, y después con el arquitecto británico Colin St John Wilson. En 1981 Herron fundó Herron Associates con sus hijos Andrew y Simon. La empresa construyó la aclamada Imagination Headquarters en Londres.

## Carrera académica
Herron era un profesor de la asociación arquitectónica en Londres desde 1965 hasta 1993, cuando se nombró el encargado de la facultad de arquitectura de la University of East London.